# Игл Ројнт (Орегон)
Игл Ројнт (енгл. Eagle Point) град је у америчкој савезној држави Орегон.

## Демографија
По попису из 2010. године број становника је 8.469, што је 3.672 (76,5%) становника више него 2000. године.
| Група             | 2000.         | 2010.         |
| Белци             | 4.377 (91,2%) | 7.476 (88,3%) |
| Афроамериканци    | 18 (0,4%)     | 19 (0,2%)     |
| Азијати           | 19 (0,4%)     | 83 (1,0%)     |
| Хиспаноамериканци | 169 (3,5%)    | 579 (6,8%)    |
| Укупно            | 4.797         | 8.469         |